# Xenoperdix
Xenoperdix és un gènere d'ocells de la subfamília Rollulinae, dins la família dels fasiànids (Phasianidae). Aquestes perdius, descrites en data recent, viuen en zones de muntanya de Tanzània.

## Llistat d'espècies
S'han descrit dues espècies dins aquest gènere:
- Perdiu de Rubeho (Xenoperdix obscurata).
- Perdiu de Tanzània (Xenoperdix udzungwensis).